# Ormosia balansae
Ormosia balansae là một loài thực vật có hoa trong họ Đậu. Loài này được Drake miêu tả khoa học đầu tiên. Tên tiếng việt thường được gọi là: Ràng ràng mít; Ràng ràng balansa; cây rằn